# ГЕС Вілер
ГЕС Вілер (англ. Wheeler Dam) – гідроелектростанція у штаті Алабама (Сполучені Штати Америки). Знаходячись між ГЕС Гантерсвілл (вище по течії) та ГЕС Вілсон, входить до складу каскаду на річці Теннессі, яка дренує Велику долину у Південних Аппалачах та після повороту на північний захід впадає ліворуч до Огайо, котра в свою чергу є лівою притокою Міссісіпі (басейн Мексиканської затоки). 
В межах проекту річку перекрили бетонною гравітаційною греблею висотою 22 метри та довжиною 1933 метри. Вона утримує витягнуте по долині річки на 119 км водосховище з площею поверхні 271 км2 та об’ємом 1,3 млрд м3, з яких 0,4 млрд м3 зарезервовано на випадок повені. Біля правого берегу облаштовані два паралельні судноплавні шлюзи з розмірами камер 183х34 метри і 110х18 метрів. 
Машинний зал обладнаний одинадцятьма пропелерними турбінами потужністю по 35 МВт (загальна потужність станції у різних джерелах зазначається як 361 МВт або 404 МВт), котрі використовують напір у 14,6 метра.